# Lietuvos oro uostai
VĮ Lietuvos oro uostai (LTOU; dt. Flughäfen Litauens) ist ein Staatsbetrieb in Litauen, der für die zentrale Verwaltung der Flughäfen in Vilnius, Kaunas und Palanga zuständig ist. 

## Geschichte
Am 7. November 2013 wurde das Gesetz über das Reorganisationsverfahren der Staatsbetrieben in Kaunas und Palanga von Seimas verabschiedet.
Bis zum 1. Juli 2014 waren drei Flughäfen (in Vilnius, Kaunas und Palanga) eigenständige, staatliche Unternehmen. Die Flughafenbetreiber VĮ Kauno aerouostas (Flughafen Kaunas) und VĮ Tarptautinis Palangos oro uostas (Flughafen Palanga) wurden nach der Reorganisation an den Betreiber des Flughafens Vilnius VĮ Tarptautinis Vilniaus oro uostas angeschlossen. Der Name von VĮ Tarptautinis Vilniaus oro uostas wurde anschließend zu VĮ Lietuvos oro uostai geändert.

## Struktur
- Verwaltung: 59 Mitarbeiter (2014)[4]
- Flughafen Vilnius (Leiter: Artūras Stankevičius), 301 Mitarbeiter[5]
- Flughafen Kaunas (Leiter: Bruno Kaspar), 127 Mitarbeiter[6]
- Flughafen Palanga (Leiter: Marius Gelžinis), 71 Mitarbeiter[7]